# Maués
Maués este un oraș în unitatea federativă Amazonas (AM) din Brazilia.